# Xã Prairie, Quận Kosciusko, Indiana
Xã Prairie (tiếng Anh: Prairie Township) là một xã thuộc quận Kosciusko, tiểu bang Indiana, Hoa Kỳ. Năm 2010, dân số của xã này là 1.651 người.